# Centropogon ellipticus
Centropogon ellipticus är en klockväxtart som beskrevs av Henry Allan Gleason. Centropogon ellipticus ingår i släktet Centropogon och familjen klockväxter. Inga underarter finns listade i Catalogue of Life.